# Il principe di Scozia
Il principe di Scozia (The Master of Ballantrae) è un film del 1953 diretto da William Keighley.
Pellicola in Technicolor interpretata da Errol Flynn e Roger Livesey. È l'ultimo film di cappa e spada interpretato dal leggendario "diavolo della Tasmania" di Hollywood e sua ultima collaborazione con lo studio Warner Bros. che lo aveva lanciato venti anni prima. La pellicola è una fedele trasposizione cinematografica del romanzo The Master of Ballantrae scritto da Robert Louis Stevenson nel 1889.

## Trama
Alla tenuta di Durrisdeer in Scozia nel 1745, Jamie Durie, suo fratello minore Henry e il loro padre Lord Durrisdeer ricevono notizie della rivolta giacobita. Il loro servitore, MacKellar, suggerisce che uno dei fratello si unisca all'insurrezione mentre l'altro rimanga fedele a re Giorgio II, in modo che qualsiasi parte vinca, lo stato e la proprietà della famiglia saranno preservati. Entrambi i fratelli vogliono andare; Jamie insiste nel lanciare la moneta per avere questo privilegio e vince, nonostante l'opposizione della sua fidanzata, Lady Alison.
Si unisce così alla rivolta del principe Carlo Stuart per la riconquista del trono, ma questa fallisce. Il nobile, pur di sfuggire alla cattura dei soldati inglesi, dapprima torna segretamente a Durrisdeer, insieme all'avventuriero irlandese Francis Burke, per ottenere denaro per il passaggio in Francia ed in seguito diventa pirata. Divenuto ricco, torna dopo molti anni al castello per vendicarsi del fratello che in apparenza lo avrebbe tradito. Ma, scoperto che esso è innocente, riparte per una nuova terra, l'America, felice di non aver messo in pratica la sua vendetta.

## Ambientazione
Per le riprese sull'isola di Tortuga, tappa obbligata per Flynn nel ritornare alle proprie terre e alla bella lady Alison è stato scelto come ambientazione il porticciolo dell'Arenella di Palermo, con annessa la storica Tonnara Florio.